# USS Montgomery (LCS-8)
USS Montgomery (LCS-8) — четвертий бойовий корабель прибережної зони типу «Індепенденс» і восьмий класу Бойових кораблів прибережної зони (LCS-1), який знаходиться в складі ВМС США. Він є четвертим кораблем, названим на честь міста Монтгомері, столиці штату Алабама.

## Бойова служба
13 вересня 2016 року у кораблі під час переходу з Мобіл, штат Алабама, в порт приписки Сан-Дієго, протягом 24-х годин сталися дві поломки. Спочатку екіпаж корабля виявив витік морської води в гідравлічній системі охолодження. Пізніше, в той же день, на кораблі сталася аварія в одному з газотурбіннових двигунів. 20 вересня прибув в Мейпорт для проведення капітального ремонту. Після завершення капітального ремонту в Мейпорт, корабель продовжить свій перехід в Сан-Дієго.
4 жовтня корабель був змушений покинути Мейпорт, щоб уникнути ураган Метью, і зіткнувся з буксиром. В результаті зіткнення корабель отримав тріщину довжиною близько 0,3 метра вздовж зварного шва на корпусі на висоті 0,91 метра вище ватерлінії.
29 жовтня під час транзитного переходу через Панамський канал з Атлантичного в Тихий океан врізався в бетонну стінку шлюзу. В результаті події на корпусі корабля утворилася тріщина довжиною 18 дюймів (45,72 см), яка розташовується на 8-10 футів (2,4 — 3,04 метра) вище ватерлінії і не становить загрози для потрапляння води. 30 жовтня прибув з коротким візитом на військово-морську базу Бальбоа, Панама, для дозаправки, після чого продовжить відповідно до графіка транзитний перехід в свій новий порт приписки Сан-Дієго, куди прибув в листопаді поточного року. 8 листопада прибув в порт приписки Сан-Дієго, штат Каліфорнія.
3 квітня 2017 року залишив порт приписки для початкового тестування та оцінки безпілотного вертольота MQ-8C Fire Scout, після завершення яких 10 квітня повернувся додому. 19 травня прибув в сухий док корабельні компанії BAE Systems в Сан-Дієго для проведення ремонту.
12 червня 2018 року покинуло військово-морську базу в Сан-Дієго для проведення морських випробувань.
1 липня 2019 року прибув до філіппінського порту Давао. USS Montgomery (LCS-8) базуватиметься на постійній основі в Сінгапурі під час перебування в Східній Азії. Відповідна країна погодилася приймати до чотирьох прибережних бойових кораблів для базування під час їх перебування в регіоні.
До військово-морської бази Чангі в Сінгапурі корабель прибув 6 липня 2019 року. Таким чином, він став четвертим бойовим кораблем прибережної зони, після USS Freedom (LCS-1), USS Fort Worth (LCS-3) та USS Coronado (LCS-4), який перебував на ротації в цьому регіоні.
З 6 по 12 листопада 2019 року корабель провів спільні навчання з ВМС Австралії в Південно-Китайському морі.

## Зовнішні посилання
- Офіційна сторінка [Архівовано 19 жовтня 2020 у Wayback Machine.]